# Elecciones legislativas de Polonia de 1957
Las Elecciones parlamentarias  se celebraron en Polonia el 20 de enero de 1957. Fueron la segunda elección para Sejm - el parlamento unicameral de la República Popular, y la tercera durante el régimen socialista. Tuvo lugar durante el período de liberalización,tras la ascensiór de Władysław Gomułka al poder, conocido como el Octubre polaco. Aunque se llevaron a cabo en una atmósfera más liberal que las elecciones anteriores, no fueron consideradas libres. [cita requerida]Los votantes tenían la opción de votar en contra de algunos candidatos; lo que significara expresar un voto contra el gobierno y el Partido Obrero Unificado Polaco. En la práctica, no hubo oportunidad de escoger a ningún candidato opositor para que integre el Sejm. Las elecciones resultaron en una victoria predecible para el Frente de Unidad Nacional, dominada por el PZPR.[cita requerida]
Si bien las elecciones fueron una clara victoria para Gomułka, no garantizaron cambios duraderos en la sociedad polaca. El gobierno de Gomułka fue algo más humano que el de su predecesor, el estalinista Bolesław Bierut, y tuvo un moderado apoyo  durante los primeros años después de los comicios, en el contexto de una pequeña estabilización que se extendió entre 1957-1963.[cita requerida]Sin embargo, a mediados de la década de 1960 se enfrentó a la oposición de las facciones internas del PZPR. Junto con la creciente oposición popular al gobierno comunista, Gomułka sería removido de su cargo después de la crisis política de 1968 y las protestas polacas de 1970.[cita requerida]

## Resultados
| Partido                   | Partido                         | Votos      | %    | Escaños | +/– |
| ------------------------- | ------------------------------- | ---------- | ---- | ------- | --- |
| Frente de Unidad Nacional | Partido Obrero Unificado Polaco | 16,563,314 | 98.4 | 239     | –34 |
| Frente de Unidad Nacional | Partido Campesino Unificado     | 16,563,314 | 98.4 | 118     | +28 |
| Frente de Unidad Nacional | Partido Demócrata de Polonia    | 16,563,314 | 98.4 | 39      | +14 |
| Frente de Unidad Nacional | Independientes                  | 16,563,314 | 98.4 | 63      | +26 |
| Votos en blanco           | Votos en blanco                 | 270,002    | 1.6  | –       | –   |
| Votos inválidos           | Votos inválidos                 | 58,897     | –    | –       | –   |
| Total                     | Total                           | 16,892,213 | 100  | 459     | +34 |
| votantes registrados      | votantes registrados            | 17,944,081 | 94.1 | –       | –   |
| Fuente: Nohlen & Stöver   |                                 |            |      |         |     |